# Port Said Stadium
Port Said Stadium (arabisk: ستاد بورسعيد), også benævnt Stad Būr Sa'īd, er et multi- og fodboldstadion i Port Said, Egypten.
Det benyttes af fodboldklubben Al-Masry. Stadionet blev indviet i 1955 og har blandt andet været vært for kampe ved Africa Cup of Nations 2006.

## Optøjerne
1. februar 2012 udbrød der optøjer på stadion efter en kamp mellem Al-Masry og Al-Ahly S.C.. Optøjerne endte med 79 dræbte og flere tusinde sårede. 